# Rio Saluém
Delta do Saluém

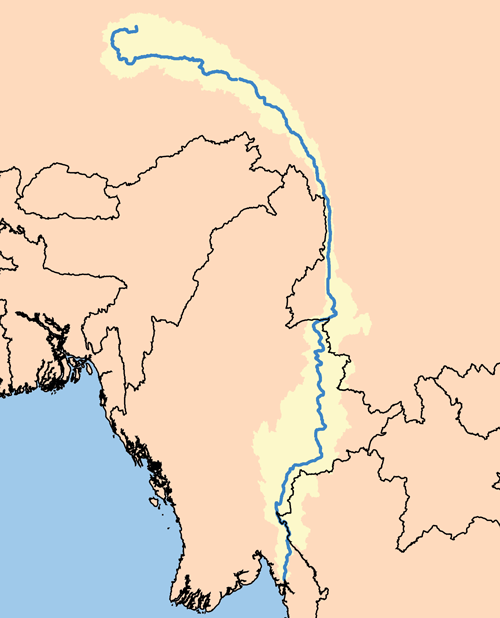
Percurso e bacia do rio Saluém/Nujião

O rio Saluém (Salween) nasce no Tibete, atravessa Iunã, província do sul da República Popular da China, onde se chama Nu (怒江; pinyin: Nù Jiāng), entra em Mianmar e vai desaguar num delta no mar de Andamão (mais precisamente, no golfo de Martabão) perto da grande cidade de Moulmein. É o 24º mais longo do mundo e o 11º na Ásia. 
Tem o rio Nujião como afluente e confunde-se com este. Enquadra-se na Reserva dos Três Rios, protegida pela Unesco.
Entre os grandes rios desta região - Mecom, Irauádi - que nascem nos altos planaltos tibetanos e irrigam o sudeste asiático, o Saluém é o menos conhecido. O seu percurso é feito em regiões montanhosas de difícil acesso, e apenas é navegável em cerca de 100 km, ficando afastado de locais muito povoados, à excepção da zona do delta.